# Mediolanum (Whitchurch)
Mediolanum war eine kleinere römische Stadt, an der Stelle des heutigen Whitchurch. Mediolanum ist ein häufiger Ortsname in der römischen Welt; der Name bedeutet in etwa zentraler Ort, was in diesem Fall besonders zutrifft, da sich der Ort in der Mitte der Shropshire-Ebene befindet. Mediolanum liegt auf dem halben Weg zwischen Castra Devana (Chester) und Viroconium (Wroxeter).
Der Ort begann als Militärlager, das um 75 n. Chr. befestigt wurde. Um 90 n. Chr. zog das Militär ab. Im Folgenden wurde Mediolanum zu einer zivilen Siedlung, die sich vor allem entlang der römischen Straße erstreckte. Zu Beginn gab es vor allem Holzbauten mit Belegen von Werkstätten, die in einigem Abstand zur Straße standen. Um 170 n. Chr. expandierte der Ort und es wurden einige Steinbauten errichtet. Einer von ihnen hatte einen großen Hof und war etwa 83 m lang. Die Funktion ist unbekannt, doch mag es sich um einen Markt gehandelt haben. 
Mediolanum war befestigt und bis in das vierte Jahrhundert bewohnt.